# 草地博昭
草地 博昭（くさち ひろあき、1981年（昭和56年）5月1日 - ）は、日本の政治家。静岡県磐田市長（2期）。元磐田市議会議員（2期）。

## 来歴
静岡県磐田市出身。磐田市立磐田南小学校、磐田市立南部中学校卒業。
2002年3月、豊田工業高等専門学校環境都市工学科卒業。同年4月、東海旅客鉄道に入社。建設工事部にて新幹線品川駅の新設工事に携わる。2005年6月、同社を退社。同年10月、NPO法人磐田市体育協会にアルバイト職員として入会。2006年4月、正職員として採用される。
2013年、磐田市議会議員選挙に無所属で立候補し、得票1位で初当選した。2017年、同選挙にて得票1位で再選。
2020年12月18日、市議会議員を辞職。同月21日、任期満了に伴い翌年4月に行われる磐田市長選挙への出馬を表明。
2021年4月11日告示、18日投開票の磐田市長選挙に立候補したが草地以外の立候補者が現れなかったため無投票で初当選した。同月24日、渡部修の任期満了により磐田市長に就任した。
2025年4月20日投開票の市長選挙で元磐田市議会議員の新人を破り再選。

## 市政
特別支援学校設置の要望
2021年、磐田市は、静岡県教育委員長に対し、市内への特別支援学校の設置を要望した。同市には、静岡県立磐田北高等学校内に静岡県立袋井特別支援学校の磐田見付分校が、静岡県立磐田学園（福祉型障害児入所施設）内に静岡県立浜松特別支援学校の磐田分校があるのみで本校はなかった。
2022年3月7日、静岡県は、静岡県立袋井特別支援学校の狭隘化に鑑み、中東遠地区か浜松地区に特別支援学校を新設するとの方針を示した。同年3月25日、草地は定例記者会見で県の方針を明らかとするとともに、袋井特別支援学校は定員311人のうち磐田市民が181人いるとの調査結果を発表した。そして、引き続き市内への本校設置の要望活動を行うと述べた。
2023年1月12日、静岡県教育委員会は、新たな特別支援学校を磐田市に設置すると発表した。旧磐田市立豊田北部小学校の跡地を整備し、校舎をはじめ体育館やプールなどの施設も改修して活用する。対象は肢体不自由や知的障害のある児童・生徒で、6年間の小学部と3年間の中学、高等部を設ける。定員は数百人規模で、2027年4月に開校予定。設置の決定を受け、草地は「特別支援学校の設置は、児童生徒や保護者が抱える課題解決のほか、今後の本市の特別支援教育推進の重要な核となる」とコメントした。

## 所属団体
- 龍馬プロジェクト（首長会）[11]
- 磐田市テニス協会（顧問）[12]